# Человек-паук: Паутина вселенных
«Челове́к-пау́к: Паути́на вселе́нных» (англ. Spider-Man: Across the Spider-Verse) — американский компьютерно-анимационный супергеройский фильм 2023 года, основанный на персонаже Marvel Comics Майлзе Моралесе / Человеке-пауке. Произведён студиями Sony Pictures Animation и Columbia Pictures совместно с Marvel Entertainment. Является продолжением мультфильма «Человек-паук: Через вселенные» (2018), события которого происходят в мультивселенной, известной как «Паучьи миры». Режиссёрами фильма выступили Жуакин Душ Сантуш, Кэмп Пауэрс и Джастин Томпсон, а сценаристами — Фил Лорд, Кристофер Миллер (которые также выступили продюсерами) и Дэйв Каллахэм. Шамик Мур вернулся к роли Майлза, а других главных персонажей озвучили Хейли Стайнфелд, Брайан Тайри Генри, Луна Лорен Велес, Джейк Джонсон, Джейсон Шварцман, Исса Рэй, Каран Сони, Дэниел Калуя, Махершала Али и Оскар Айзек. По сюжету Майлз путешествует по мультивселенной вместе с Гвен Стейси / Женщиной-пауком и встречается с командой Людей-пауков, известной как «Паучье общество» и возглавляемой Мигелем ОʼХарой / Человеком-пауком 2099, но у них возникает конфликт в связи с надвигающейся угрозой.
Ещё до премьеры мультфильма 2018 года Sony начала работу над сиквелом, к которому были назначены сценаристы и режиссёры. Продолжение было решено посвятить отношениям Майлза и Гвен. Официально фильм был анонсирован в ноябре 2019 года, а работа над анимацией началась в июне 2020 года, в каждой из шести разных вселенных персонажей сопровождает отдельный стиль анимации. Хронометраж мультфильма составляет 140 минут, что делает его самым длинным анимационным фильмом, созданным американской студией.
Мировая премьера мультфильма «Человек-паук: Паутина вселенных» состоялась 30 мая 2023 года в театре Regency Village. Фильм был выпущен в США 2 июня 2023 года, с задержкой по сравнению с первоначальной датой выхода в апреле 2022 года из-за пандемии COVID-19; в странах СНГ (всех, кроме России и Беларуси) премьера состоялась 1 июня. Как и предшественник, фильм был удостоен положительных отзывов от критиков за стиль анимации, экшн-сцены, сюжет, юмор, озвучку, более тёмный тон и музыкальное сопровождение. Картина собрала в мировом прокате более $690 млн при производственном бюджете в $100 млн, превзойдя первую часть и став самым кассовым мультфильмом Sony Pictures Animation и 6-м самым кассовым проектом 2023 года. В разработке также находятся третья и заключительная часть трилогии — «Человек-паук: За пределами вселенных» — и спин-офф о Женщинах-пауках.

## Сюжет
На Земле-65 Гвен Стейси изо всех сил пытается оправдать ожидания своего отца, который не знает, что она Женщина-паук. Несколькими годами ранее Гвен непреднамеренно убила своего лучшего друга Питера Паркера, превратившегося в Ящера, и с того момента полиция охотится за Женщиной-пауком, не зная её тайны личности. Однажды ночью Гвен натыкается на Манхэттене на Стервятника в стиле Ренессанса, который прилетел из альтернативной вселенной. Вскоре после этого прибывают Мигель О’Хара и Джесс Дрю, создавшие порталы с помощью своих часов, и помогают Гвен усмирить Стервятника. Гвен встречается с отцом и раскрывает ему свою тайну личности. Смятённый, он пытается арестовать её. После того как Мигель нехотя обещает предоставить ей членство в Паучьем сообществе, она уходит вместе с другими Пауками через портал.
Тем временем на Земле-1610 в Бруклине, спустя 16 месяцев после уничтожения коллайдера Alchemax, Майлз Моралес приспосабливается к жизни в качестве Человека-паука, а также изо всех сил пытается оправдать ожидания своих родителей и скучает по Гвен. После аттестации в школе Майлз останавливает нового злодея, Пятно — учёного, у которого после взрыва коллайдера в Alchemax на теле появились пятна-порталы. Обвиняя Майлза в своих бедах, Пятно приводит его в Alchemax и рассказывает, что паук, укусивший Майлза, прибыл из другого измерения — с Земли-42 — когда Пятно проводил испытания коллайдера. Затем он случайно перемещается в пустоту, где обретает способность перемещаться по другим вселенным, где присутствует коллайдер, и использует это, чтобы усилить свои способности.
Гвен отправляется на Землю-1610 к Майлзу, тайно наблюдая за перемещениями Пятна по измерениям. Майлз подсматривает за Гвен, выследившей Пятно на Земле-50101, а Джесс связывается с Гвен и приказывает ей оставить Майлза позади. После того как Гвен открывает портал в Мумбаттан (Индия), Майлз следует за ней и они объединяются с двумя Людьми-пауками, Павитром Прабхакаром и Хоби Брауном, прежде чем столкнуться с Пятном на коллайдере Alchemax, который успешно поглощает энергию устройства. Майлза посещает видение его отца, умирающего от рук Пятна, после чего Пятно сбегает. В процессе уничтожения коллайдера Майлз спасает отца девушки Павитра, капитана полиции, но Мумбаттан начинает разваливаться из-за срыва «ключевого события», и члены Паучьего сообщества прибывают, чтобы оценить ущерб, в то время как Майлза, Гвен, и Хоби отправляют в штаб-квартиру на Земле-928, где в большом комплексе проживают сотни вариантов Человека-паука. Они встречаются с Мигелем, и к ним присоединяются Питер Б. Паркер и его дочь Мэйдэй. Мигель объясняет, что в жизни каждого Человека-паука присутствуют «ключевые события», например смерти капитанов полиции, близких Людям-паукам, а отклонение от этих событий чревато разрушением мультивселенной.
Майлз понимает, что смерть его отца, которого через два дня должны повысить до капитана, является ключевым событием. Мигель спорит с Майлзом и берёт его в плен, но Хоби помогает ему вырваться, а после использует портал, чтобы уйти из Паучьего сообщества. Мигель приказывает всем Людям-паукам задержать Майлза, что приводит к безумной погоне по комплексу и городу. Мигель прижимает Майлза и говорит, что Майлз — первоначальная аномалия и что он никогда не должен был становиться Человеком-пауком, а на Земле-42 из-за этого нет своего Человека-паука. Майлз вырывается на свободу и с помощью Марго Кесс / Цифрового Человека-паука отправляется в измерение, которое принимает за своё родное. Мигель, считая Гвен обузой, выгоняет её из Паучьего сообщества. Гвен мирится с отцом, решившим уйти в отставку. Понимая, что его отставка — это доказательство того, что от канона можно отклониться без последствий, Гвен решает отправиться на Землю-1610 к Майлзу и покидает Землю-65 с помощью портала, который для неё оставил Хоби.
Вернувшись в свою квартиру, Майлз рассказывает своей матери, что он — Человек-паук, однако она не понимает, что это значит. Майлз начинает глючить, после чего встречает своего покойного дядю Аарона Дэвиса и узнаёт, что его отец уже мёртв, после чего понимает, что находится на Земле-42, а не на Земле-1610. Аарон допрашивает Майлза, после чего к ним присоединяется Майлз с Земли-42, который в этой вселенной стал Бродягой. Мигель, Джесс и Бен Рейли / Алый паук пытаются найти Майлза на Земле-1610 как раз в тот момент, когда Пятно прибывает туда, чтобы убить отца Майлза. Отправив Бена в его вселенную и поговорив с родителями Майлза на Земле-1610, Гвен собирает команду из Питера Б., Мэйдэй, Павитра, Хоби, Марго, Человека-паука Нуара, Пени Паркер и Свина-паука, и все вместе они отправляются на поиски Майлза.

## Роли озвучивали
- Шамик Мур — Майлз Моралес / Человек-паук: Парень с паучьими способностями с Земли-1610, который заменил Питера Паркера из своей вселенной на посту Человека-паука после его смерти[7][8].
- Хейли Стайнфелд — Гвен Стейси / Женщина-паук: Альтернативная версия Гвен Стейси с Земли-65, ставшая в своей реальности Женщиной-пауком вместо Питера Паркера и играющая на барабанах в рок-группе[8].
- Джейсон Шварцман — Джонатан Онн / Пятно: Мужчина, чьё тело покрыто межпространственными порталами, через которые он перемещается по различным вселенным[9].
- Джейк Джонсон — Питер Паркер / Человек-паук:
Версия Человека-паука с Земли-616. Был наставником Майлза[10]. В конце фильма «Человек-паук: Через вселенные» (2018) Питер воссоединился со своей женой Мэри Джейн Уотсон и теперь воспитывает вместе с ней общую дочь по имени Мэйдэй[11].
- Оскар Айзек — Мигель О’Хара / Человек-паук 2099:
Версия Человека-паука с Земли-928[12][13]. Айзек описывает его как «того Человека-паука, у которого нет чувства юмора»[14]. Съёмочная группа дала ему прозвище «Разрушительный Человек-паук» в связи с объёмом наносимого им ущерба[9].
- Исса Рэй — Джесс Дрю / Женщина-паук: Беременная Женщина-паук с Земли-404[15][16].
- Дэниел Калуя — Хоби Браун / Паук-панк: Панк-рок версия Человека-паука из Великобритании, реальность — Земля-138. Играет на электрогитаре[17].
- Брайан Тайри Генри — Джефферсон Моралес: Отец Майлза, полицейский, который не одобряет действия Человека-паука[18].
- Луна Лорен Велес — Рио Моралес: Мать Майлза, медсестра[18].
- Грета Ли — Лайла: Виртуальный помощник Мигеля.
- Рэйчел Дрэтч — директор школы Майлза[16][19].
- Йорма Такконе[англ.] — Эдриан Тумс / Стервятник: Птицеподобный суперзлодей из вселенной Возрождения[9][19]. В «Через вселенные» Такконе озвучивал Нормана Озборна / Зелёного гоблина. Этот актёр также озвучивает Человека-паука из мультсериала 1967 года.
- Шей Уигем — Джордж Стейси: Отец Гвен и капитан полиции[19].

Также в фильме появится несколько альтернативных версий Человека-паука: Такуя Ямасиро — японский Человек-паук из телесериала 1978 года, Питер Паркер / Человек-паук из серии игр «Spider-Man» от Insomniac Games, Павитр Прабхакар / мумбайский Человек-паук, Бен Рейли / Алый паук, Отто Октавиус / Совершенный Человек-паук, Доппельгангер, Питер Паркер / Человек-паук из серии комиксов «Marvel Mangaverse», Питер Паркер / Человек-паук из мультсериала «Непобедимый Человек-паук» (1999—2001), Питер Паркер / Человек-паук из мультсериала «Новые приключения Человека-паука» (2008—2009), Джулия Карпентер / Женщина-паук, Мэйбелл Рейли / Леди-паук, Шарлотта Уэббер / Солнечный паук, Патрик О’Хара / Паутинострел, Рыцарь-паук, Марго Кесс / Цифровой Человек-паук, Флэш Томпсон / Капитан Паук, старик Питер Паркер, Человек-паук с Планеты Икс, Коп-паук, Женщина-паук-киборг, Кот-паук, Обезьяна-паук, Человек-паук-оборотень с Земли-7085, претенциозный Человек-пакет, паучья броня MK I, MK II и MK III, Железный паук, Человек-паук из мира Лего и Человек-паук тиби. Помимо них, появятся Мэй «Мэйдэй» Паркер, маленькая дочь Питера и Мэри Джейн, а также Шелкопряд и её дочь Анна-Мэй Паркер / Паучонок из мини-серии 2015 года «Amazing Spider-Man: Renew Your Vows».
В фильме также присутствуют камео актёров в живом действии: используются архивные кадры с Тоби Магуайром и Эндрю Гарфилдом в образе версий Питера Паркера / Человека-паука из серий фильмов «Человек-паук» Сэма Рэйми и «Новый Человек-паук» Марка Уэбба. Дональд Гловер играет альтернативную версию Аарона Дэвиса / Бродяги, который ранее появился в фильме Кинематографической вселенной Marvel «Человек-паук: Возвращение домой» (2017). Пегги Лу вновь исполняет роль владелицы круглосуточного магазина миссис Чен из Вселенной Человека-паука от Sony, которая идентифицируется как Земля-688. Клифф Робертсон и Денис Лири появляются на архивных кадрах в ролях Бена Паркера и Джорджа Стейси из фильмов «Человек-паук» (2002) и «Новый Человек-паук» (2012) соответственно. Архивные аудиозаписи Альфреда Молины в роли Отто Октавиуса / Доктора Осьминога из фильма «Человек-паук: Нет пути домой» (2021) были использованы для изображения альтернативной версии его Доктора Осьминога с дизайном, точно соответствующим комиксам.

## Производство

### Разработка
В ноябре 2018 года, за месяц до выхода «Человека-паука: Через вселенные», «Sony Pictures Animation» начала разработку продолжения фильма, из-за невероятной шумихи вокруг проекта. Сиквел должен был продолжить историю Майлза Моралеса / Человека-паука, работающего над «семенами, посеянными» в течение первого фильма. Жуакин Душ Сантуш и Дэвид Каллахэм были настроены на режиссуру и написание фильма с Эми Паскаль вернувшись с первого фильма в качестве продюсера. Другие продюсеры первого фильма — Фил Лорд, Кристофер Миллер, Ави Арад и Кристина Штейнберг — также были настроены вернуться к продолжению. В следующем месяце Паскаль рассказала, что фильм будет посвящён Моралесу и Гвен Стейси в исполнении Хейли Стайнфелд, что бы развить роман между двумя персонажами, который был вырезан из первого фильма. Она также добавила, что продолжение послужит и запуском для ранее анонсированного женского спин-оффа со Стайнфелд в главной роли. В ноябре 2019 года «Sony Pictures Entertainment» официально подтвердила продолжение, установив дату выхода на 8 апреля 2022 года. Было подтверждено, что Лорд и Миллер вернутся в качестве продюсеров. Внося изменения в расписание съёмок в апреле 2020 года из-за пандемии коронавируса, Sony перенесла дату выхода фильма на 7 октября 2022 года.
В феврале 2021 года Миллер сообщил, что они с Лордом работают над сценарием фильма вместе с Каллахэмом, а Питер Рэмси будет исполнять обязанности исполнительного продюсера для сиквела после сорежиссирования первого фильма. В апреле того же года Кемп Пауэрс и Джастин Томпсон были объявлены сорежиссёрами сиквела вместе с Душ Сантушем, и все трое работали над проектом с самого начала его разработки. Томпсон ранее работал художником-постановщиком в первом фильме. Было подтверждено, что Арад и Стейнберг вернутся в качестве продюсеров вместе с Лордом, Миллером и Паскаль, а также Алонзо Рубалькаба будет сопродюсером, а Адитья Суд будет исполнительным продюсером вместе с Рэмси. В декабре 2021 года Лорд и Миллер объявили, что фильм будет разделён на две части после того, как они написали историю, которую хотели рассказать для продолжения, и поняли, что это слишком много для одного фильма. Работа над обеими частями велась одновременно. В апреле 2022 года названия двух сиквелов были изменены на «Человек-паук: Паутина вселенных» и «Человек-паук: За пределами вселенных», а даты их выпуска были перенесены, причём «Паутина вселенных» была перенесена на 2 июня 2023 года. Лорд и Миллер рассказали, что сиквел будет такого же масштаба, как и первый фильм, в итоге над фильмом работала самая большая команда из всех анимационных фильмов, над которым работало около 1000 человек. Они сказали, что в фильме будет присутствовать 280 персонажей, и действие будет происходить в шести вселенных.

### Подбор актёров
В декабре 2018 года Шамик Мур и Хейли Стайнфелд рассказали, что они повторят свои роли Майлза Моралеса и Гвен Стейси из первого фильма. В ноябре 2019 года Фил Лорд заявил, что в фильме появится Такуя Ямасиро, японский Человек-паук из телесериала 1978 года. В августе 2020 года Джейк Джонсон выразил надежду, что сможет повторить свою роль Питера Паркера из первого фильма в сиквеле. Исса Рэй получила роль Джессики Дрю / Женщины-паука в июне 2021 года, и Джонсон подтвердил, что вернётся в сиквел через месяц, а в декабре было подтверждено, что Оскар Айзек будет повторять свою роль Мигеля О’Хара / Человека-паука 2099 из сцены после титров первого фильма. Также в декабре Том Холланд, который играет Питера Паркера / Человека-паука в кинематографической вселенной Marvel, рассказал, что Эми Паскаль обратилась к нему по поводу появления в фильмах «Через вселенные» во время съёмок фильма «Человек-паук: Нет пути домой» (2021). Холланд и его партнёры по фильму Зендея и Джейкоб Баталон выразили заинтересованность о появлении в будущих фильмах.
В апреле 2022 года было объявлено, что Брайан Тайри Генри и Луна Лорен Велес повторят свои роли родителей Майлза из первого фильма, в то время как Рейчел Дрэтч была выбрана на роль директора школы Майлза. В июне Лорд, Миллер и режиссёры объявили, что главным антагонистом фильма станет персонаж Пятно, которого озвучит Джейсон Шварцман. Пауэрс отметил, что Пятно оставил один из «самых глубоких следов среди прочих врагов Человека-паука», но съёмочной группе были интересны его навыки, которые позволяют персонажу перемещаться между мирами. Также стало известно, что Шей Уигем и Йорма Такконе озвучат Джорджа Стейси и Стервятника соответственно. В ноябре 2022 года было подтверждено участие Дэниела Калуи в качестве голоса Хобарта «Хоби» Брауна / Паука-панка.

### Дизайн и анимация
Лорд объявил, что работа над дизайном новых персонажей в фильме началась в ноябре 2019 года, художник комиксов Крис Анка позже сказал, что он служил дизайнером персонажей в фильме. В июне 2020 года ведущий аниматор фильма Ник Кондо объявил о начале производства. Различные вселенные, которые будут показаны в фильме, были созданы так, как будто каждая из них была нарисована разными художниками. Земля-65, родной мир Гвен Стейси, была разработана так, чтобы выглядеть как «импрессионистический» рисунок акварелью. Команда аниматоров создала симулятор для производства этого стиля и использовала визуальную палитру, которая отражает настроение Гвен как «трёхмерное кольцо настроения».
Дизайн Майлза в сиквеле был обновлён, чтобы показать, что он повзрослел, в то же время Гвен получила новые причёску и костюм. Рик Леонарди, один из создателей Человека-паука 2099, был привлечён для адаптации в фильме своих дизайнов, в то время как художнику комиксов Брайану Стилфризу поручили разработку внешнего вида Джессики Дрю. В процессе фильма образ Пятна меняется по мере получения им большего контроля над своими способностями, начиная со стиля, который выглядит как «незаконченный скетч с синими контурами, с которого начинается процесс создания художником комиксов набросков, и после которого дело переходит к покраске». По задумке, порталы Пятна должны были выглядеть как «живые чернила, разлитые или разбрызганные рисунке художника комиксов», что стало вызовом для команды аниматоров. Дизайн Стервятника вдохновлён эпохой Возрождения и ссылается на работы Леонардо да Винчи.

## Музыка
В декабре 2020 года Дэниел Пембертон подтвердил, что вернётся, чтобы написать музыку к продолжению. 13 декабря 2022 года Лорд и Миллер сообщили, что диджей Metro Boomin поучаствует в написании музыки для сиквела. Песни для саундтрека написали такие артисты, как Coi Leray, Swae Lee, Фьючер, Don Toliver, Джеймс Блейк, Offset, Wizkid, Lil Uzi Vert, 21 Savage, Лил Уэйн, Нас и ASAP Rocky. Специально для японской версии певица LiSA записала песню «REALiZE».

## Рекламная кампания
В мае 2020 года Sony заключила рекламное сотрудничество с компанией Hyundai Motor, чтобы продемонстрировать свои новые модели и технологии в фильме. Первый тизер-трейлер фильма был выпущен на Comic Con Experience в декабре 2021 года, раскрыв своё название, и что фильм представляет собой сиквел из двух частей. После объявления нового названия и даты выхода фильмов в апреле 2022 года Лорд и Миллер показали первые 15 минут сцен фильма (хоть и с незаконченной анимацией) на панели CinemaCon. Лорд, Миллер и режиссёры показали те же самые кадры, но уже с обновлённой анимацией и эффектами, на Международном фестивале анимационных фильмов в Анси в июне.
Официальный трейлер вышел 13 декабря 2022 года.

## Премьера

### Кинотеатральный прокат
Фильм был выпущен в прокат 2 июня 2023 года в формате IMAX. Первоначально дата выхода была намечена на 8 апреля 2022 года, но она была перенесена на октябрь 2022 года из-за пандемии COVID-19, а после на июнь 2023 года.

### Домашние носители
В апреле 2021 года Sony заключила сделку с Netflix и Disney о правах на показ их фильмов с 2022 по 2026 год после выпуска фильмов в кинотеатрах и на домашних носителях. Netflix подписал контракт на получение эксклюзивных прав на цифровое вещание с одной оплатой, которая обычно составляет 18-месячный показ который также включает сиквелы «Человека-паука: Через вселенные»; эта сделка основана на соглашении о выходе, которое Netflix заключил со студией «Sony Pictures Animation» в 2014 году. Disney подписал контракт на получение прав на вторую оплату для фильмов, которые будут выпускаться на стриминговых сервисах Disney+ и Hulu, а также выпускаться в линейных телевизионных сетях Disney.
«Паутина вселенных» вышла в цифровом формате 8 августа 2023 года, а релиз на Ultra HD Blu-ray, Blu-ray и DVD состоялся 5 сентября.

## Отзывы и оценки
Фильм получил положительные оценки в прессе. По данным агрегатора Rotten Tomatoes, 
96  % из 357 обзоров были положительными, со средней оценкой 8,6 из 10. Сайт обобщает мнения критиков так: «„Человек-паук: Паутина вселенных“ — такой же ослепительный и динамичный, как и его предшественник, — захватывает от начала и до самого конца».. На сайте Metacritic средневзвешенная оценка ленты составляет 86 из 100 на основе 60 рецензий, что означает «всеобщее признание». Зрители, опрошенные CinemaScore, дали фильму среднюю оценку «A» по шкале от A+ до F. По данным PostTrak, 93 % зрителей присвоили кинокартине положительную оценку, а 82 % сказали, что «определённо рекомендуют» её к просмотру.
По итогам 2023 года многие издания включили «Паутину вселенных» в свои списки лучших фильмов или мультфильмов года, в частности BBC, Den of Geek,Empire, The Guardian, IGN, IndieWire, Time Out, Vulture, «Кинопоиск». Некоторые, как Collider, Screen Rant, «Мир фантастики», назвали его мультфильмом года.

## Планы

### Продолжение
Третий фильм был подтверждён, когда в декабре 2021 года Лорд и Миллер сообщили, что продолжение «Через вселенные» будет разделено на два фильма. На тот момент ожидалось, что «Человек-паук: Паутина вселенных. Часть вторая» выйдет в 2023 году. В апреле 2022 года третий фильм был переименован в «Человек-паук: За пределами вселенных» и получил дату выхода на 29 марта 2024 года.
В конце июля 2023 года, из-за забастовки SAG-AFTRA, производство было приостановлено, а дату выхода перенесли на неопределённый срок.

### Спин-офф
В ноябре 2018 года началась разработка фильма о Женщинах-пауках, в котором основное внимание будет уделено трём поколениям женских персонажей с «паучьими» способностями. Бек Смит был настроен написать сценарий к спин-оффу, а Лорен Монтгомери вела переговоры о его режиссуре. В следующем месяце Эми Паскаль объявила, что фильм будет посвящён персонажам Гвен Стейси / Гвен-пауку, Синди Мун / Шёлку и Джессике Дрю / Женщине-пауку и что «Паутина вселенных» послужит стартом для спин-оффа.

### Манга-спин-офф
29 мая 2023 года было объявлено о том, что начиная с 20 июня на сайте и в приложении Shonen Jump+ начнёт выходить манга под названием «Человек-паук: Девушка-осьминог» (англ. Spider-Man: Octopus Girl) от автора Хидэюки Фурухаси и художника Беттена Курта. В центре сюжета — Доктор Осьминог, который впадает в кому, а по приходе в сознание обнаруживает, что находится в теле японки-школьницы Отохи Окутамии.